# Mračaj Krstinjski
Mračaj Krstinjski is een plaats in de gemeente Vojnić in de Kroatische provincie Karlovac. De plaats telt 10 inwoners (2001).